# アニメ雑誌
アニメ雑誌（アニメざっし）は、アニメを中心とした情報を提供する雑誌。

## 概説

### 発刊ブームと盛衰
アニメ雑誌の歴史は、購読者であるアニメファンの人口や嗜好の変化を反映している。特に社会的話題となったアニメ作品の盛衰と雑誌の販売部数とがはっきりと関係しており、アニメブームの時期には新たな雑誌が発刊され、またブームが去ると休刊・廃刊するといった動きが顕著である。
1970年代前半、アニメがまだ「テレビまんが」と呼ばれていた頃、これを扱っていたのは漫画誌の『冒険王』や児童向けテレビ雑誌の『テレビランド』『テレビマガジン』だった。
1975年、『宇宙戦艦ヤマト』の再放送を口火にアニメファンが急増する。この人気に出版界が反応し、1977年にサブカルチャー雑誌『月刊OUT』がヤマト特集を掲載し、読者の反響の高さから程なくアニメ主体へと誌面造りの舵を切る。1978年には大手出版社初のアニメ総合誌『アニメージュ』が創刊された。『機動戦士ガンダム』へと続くアニメブーム期に他の出版社も参入し、1980年代前半には多誌競合時代を迎えた。その後OVA作品のリリースラッシュによりOVA専門誌が登場する。
しかし1986年〜1987年頃になるとアニメ雑誌の低迷期に入り、アニメ雑誌の休刊が相次いだ。理由としては当時テレビアニメに原作が存在しない「アニメオリジナル作品」が減少し、権利上の関係から、関連記事を掲載できるページ数に制限があるとされる漫画原作物が主流となったことや、アニメファン層の変化、編集側の努力不足などが指摘されている。
1990年代中頃に起こった声優ブームにあやかり、1994年に声優専門誌が誕生する。
1990年代後半には『新世紀エヴァンゲリオン』の社会現象的ヒットにより、総合誌の創刊・休刊という淘汰のサイクルが再現された。また、エヴァンゲリオンや『もののけ姫』、後にいうセカイ系の影響で、作品論を語るアニメ評論誌も登場した。
2000年代には深夜アニメブームを追い風に美少女・美少年キャラクターの人気にあやかり、キャラクター専門誌の創刊が続いたが、出版不況下では、アニメ雑誌の部数も全般的に減少傾向になった。インターネットが普及し、アニメポータルサイトや番組公式サイトが提供する情報や、ファン個人がウェブサイト・ブログなどで行う論評活動に比べ、アニメ雑誌が速報性や情報密度の点で不利になったという面もある。

### 分類

#### 総合誌
人気作品の記事を中心に、放送スケジュール、イベント予定などアニメ界の最新情報・動向を総合的にカバーする月刊誌。A4版や変形A4版サイズの誌面にアニメ制作スタッフ描き下ろしの版権イラストを多用するなど、グラビアを多用した構成が特徴。関連商品や関連企業の広告ページも多い。毎号付録のアイデアに工夫を凝らしている。メインターゲットは10代から20代の男女だが、30代以上の愛読者もいる。
このジャンルはアニメブーム期に淘汰が繰り返された結果、三大誌（もしくは三強、御三家）と言われる『アニメージュ』『アニメディア』『月刊ニュータイプ』の寡占状態となっている。これらは毎月10日発売であることから10日売りアニメ雑誌とも総称され、アニメ業界ではその発売日に合わせ、新作などの情報解禁日を毎月10日に設定する事が多い。逆に言うと、10日発売以外のアニメ雑誌は速報性の面で不利な立場にある。

#### 特定分野誌
総合誌の増刊・分冊という形で派生したジャンル専門誌。美少女キャラクター（萌え）や美少年キャラクター（乙女系）、SFメカなどファンの嗜好性を反映しており、購読者はテーマや性別ごとに分かれる。大判イラスト（ピンナップ）や声優へのインタビュー、マニアックな解説などが充実しており、漫画・ライトノベル・ゲーム・特撮などの別メディアも並列的に取り上げている。

#### 批評・研究誌
映像文化、もしくはオタク学的な見地から、アニメの歴史や作品論（作家論）、表現技法を検証する雑誌。監督・脚本家へのインタビュー記事、デザイナーやアニメーターの画稿を多く掲載する。総合誌が扱わない趣味的な作品や、地味な佳作も取り上げている。
この分野はアニメブーム以前の同人活動期から続いている。近年はアニメファンの年齢層の広がりにより「大人向け」を謳う企画が増えているが、定着できず少数号で休刊になるケースも目立つ。

### アニメ雑誌が扱う対象
アニメ雑誌が中心に扱うアニメ作品は、一般の人気を集める高視聴率な作品とは限らない。その理由としてはまず、アニメ雑誌の購買層は主に10代のティーン層が中心であり、この層が好む作品と視聴率で高い数字を出す作品とは必ずしも一致しないという点が挙げられる。対して、アニメ番組で高い視聴率を叩き出すものは、主に子供向けアニメやファミリー・一般向けアニメが多くを占める。
また、他の出版社から原作が刊行されているテレビアニメは、権利関係上、誌面に割けるページ数や記事内容、提供される誌面用素材について何らかの制限がついて回ることが少なくなく、相対的に自誌で自由に扱いやすいオリジナルアニメ作品をプッシュしがちになる傾向もある。
その他、メディアミックス展開でアニメ雑誌の出版元がアニメ作品の製作元・有力出資者の一つになるなど、特定の作品と密接な資本関係・利害関係を有する場合もある。この際にはアニメ雑誌が主たる広告宣伝媒体としての役割を果たし、その雑誌で優先的に最新情報が発表されたり、競合誌には提供されないイラストや設定資料などの素材の提供を受けて独占掲載などが行われることとなる。『アニメージュ』とスタジオジブリ作品の関係が典型的な例である。アニメと漫画の親和性は高いため漫画を連載するアニメ雑誌も多く、右綴じ（右開き）・縦書き（縦組）の形態をとるものがほとんどである。これら漫画作品は大半が企画当初からメディアミックス展開が行われる事を前提とした、アニメファンに対する訴求力を最重視した作品作りがなされており、『ファイブスター物語』『魔法少女リリカルなのは』『びんちょうタン』など誌面の枠を超えて著名になった作品もいくつか存在する。
趣味専門誌全般におおむね共通して言えることではあるものの、とりわけアニメ雑誌で特徴的なこととして、アニメ関連企業から有利な条件で情報や広告、雑誌掲載用の番組素材を得ているほか、アニメ雑誌の出版元自体がアニメ作品の製作費を出資していたり、原作の漫画や小説の出版元であるなど密接な利害関係が絡んでいたりすることも珍しくない。過去には『日刊サイゾー』が「サンライズがバンダイ傘下になって以降、版権を盾にアニメ雑誌の記事を厳しく管理する様になっている」と記していることに代表されるように、誌面用素材の確保の都合からも制作プロダクションや各種権利関係者の意向に沿った誌面内容にせざるを得ない面がある。作品やアニメ業界・制作プロダクション・アニメ番組のスポンサー企業に対しての批判的な記事は載せにくく、結局は宣伝用の提灯記事ばかりが誌面に並ぶ傾向がある。
同じ趣味専門誌であっても、鉄道や航空などの分野では起き得る、多数の犠牲者が発生した大きな事件・事故のように、趣味専門誌がその分野に特化したマスコミとしてジャーナリズムの姿勢を前面に押し出さなければならなかった出来事が過去に少ないジャンルである。誌面に用いる情報・素材の入手の利便性や、大量に素材の提供を受け続けなければ誌面を構成できない雑誌の特性もあって、アニメ雑誌の編集部とマスコミとして取材対象となったりアニメ雑誌に広告を出稿したりしている業界の各社・関係者との関係は得てして緊密なものになりがちで、適度な距離感・緊張感を保つことができない業界体質がある。このようなジャーナリズムの普遍的な中立性・公平性・独立性を保つことが難しいアニメ雑誌業界の事情もあって「アニメ雑誌にジャーナリズムなし」と言われることもある。

### クリエイターへの注目
アニメ雑誌の登場は制作側にも影響を及ぼした。アニメ雑誌が登場する以前には、アニメを制作するクリエイターの存在が、受け手である視聴者の側にほとんど認識されていなかった。「テレビまんが」とも呼ばれて、原作を提供した漫画家が一人でアニメを作っているなどという誤解も存在していたほどである。
そんな時代にあって、匿名の存在に近かったクリエイターにスポットライトを当てたのがアニメ雑誌である。同人誌などで活動していた学生をアルバイトのライターとして雇い、彼らがファン活動を通じて既に目をつけていたクリエイターを誌面で紹介した。そうした特集を通じて、スター的存在になったアニメーターやキャラクターデザイナーが登場し、演出家では宮崎駿や押井守がアニメ雑誌のバックアップを受ける形で世に出て行った存在である。また、制作会社の間での技術的・人的な交流も少なかったのが、アニメ雑誌が業界誌的な役割を果たしたことが証言されている。
アニメソングがJ-POP市場でも無視出来ない存在となりつつある事から、アニメソング専門雑誌も登場している。

### ファンの交流・人材輩出
パソコン通信やインターネットが登場する前、日本全国で流通するアニメ雑誌はアニメファン同士の横の繋がりを拡げる場でもあった。読者投稿ページではサークルのメンバー募集や自主イベントの告知、作品への意見交換などが積極的に行われた。読者投稿中心の雑誌では『月刊OUT』の「アウシタン」、『ファンロード』の「ローディスト」といった愛読者の通称が自発的に生まれ、独自のコミュニティーを形成していった。
誌面作りに関わったアルバイトの編集者・ライター・イラストレーターの中には、アマチュアからプロの道へ進んだものも多い。フリーライターでは池田憲章、氷川竜介、原口正宏、あさのまさひこ、漫画家ではゆうきまさみらがいる。さくまあきら、堀井雄二はゲーム業界で成功を収めた。

## 日本のアニメ雑誌

### 刊行中 (定期刊)

#### 総合誌 (定期刊)
アニメディア（編集・発行：イード、発売：Gakken）
1981年6月に学習研究社が創刊した月刊誌。低年齢向けの誌面で価格を安く抑えていたが、その後高価格路線へと転換した。キャラクターを中心にした記事や声優関連の記事が多い。読者投稿ページに強く力を入れていることも特徴。
発売元は学研のグループ再編により学研パブリッシング→学研プラス→Gakkenと変遷しており、編集・発行に関しては2020年3月号からグループ外のイードに移っている。
Newtype（月刊ニュータイプ）（KADOKAWA）
1985年3月創刊の月刊誌。角川書店に移籍した元『アニメック』副編集長の井上伸一郎が中心となって創刊。大判でビジュアルを重視した誌面は他誌にも影響を与えた。アニメの各話スタッフ情報や視聴率情報などデータ面も充実している。本誌や別冊で漫画連載も行っており、『ファイブスター物語』など人気作も世に出た。
アニメージュ（徳間書店）
1978年5月創刊の月刊誌。創刊20周年の1998年から4年間、誌名を『Animage』と英字表記にしていた。2022年現在はアニメを中心にしつつ、特撮（『仮面ライダーシリーズ』『スーパー戦隊シリーズ』『ドゲンジャーズ』など）やBLドラマの『不幸くんはキスするしかない!』などのテレビドラマ作品、2.5次元ミュージカルや舞台なども扱うようになっており、アニメ雑誌にとどまらないポップカルチャー情報誌となっている。
元々は低年齢向けのテレビ情報誌『テレビランド』の増刊で『ヤマト』の特集本を出した編集スタッフが、編集部の母体であり、最初の2冊は同誌の別冊扱いだった。
毎年1回、前年1年間（データ制作上の都合により正確には前々年12月-前年11月）に放映されたアニメ作品を表彰する「アニメグランプリ」を主催している。

#### 特定分野誌 (定期刊)
メガミマガジン（編集・発行：イード、発売：Gakken）
アニメ美少女専門の月刊誌。1999年7月に『アニメディア』の増刊として創刊。隔月から月刊となり、のちに本誌から独立した。2020年4月号より編集・発行元がイードに移る。
ハーレムアニメ、百合アニメ、萌えアニメ、ギャルゲーなどが対象ではあるが、「プリティーリズム」などの少女向けアニメや「乙女ゲームの破滅フラグしかない悪役令嬢に転生してしまった…」などの女性向けなろう系アニメ、「かげきしょうじょ!」などの少女漫画原作アニメ、「おにぱん!」などの子供向けおはスタ内アニメも扱っている。
かつては『リリカルなのは』や『ギャラクシーエンジェル』などメディアミックス要素の強い漫画連載を持っていた。
GREAT MECHANICS（グレートメカニック）（双葉社）
リアルロボット専門の季刊誌。2001年1月に好奇心ムックで創刊。「ガンダムシリーズ」「マクロスシリーズ」「装甲騎兵ボトムズ」など、1980年代から続く人気タイトルを中心に設定考察を行っているが、「ガールズ&パンツァー」などの最近の作品も扱っている。
2007年夏号より判型を拡大して『GREAT MECHANICS.DX』（グレートメカニック デラックス）にリニューアルし、2015年より『グレートメカニックG』にリニューアルした。
PASH!（主婦と生活社）
女性向けのアニメ雑誌。男性キャラクターが中心だが、中性的な『宝石の国』や女性向けなろう系の『くまクマ熊ベアー』なども扱っている。偶数月の10日に発売。2004年9月創刊。ムック形式での発行。
電撃G's magazine（KADOKAWA / アスキー・メディアワークス）
月刊誌。1992年にメディアワークスからゲーム雑誌『電撃PCエンジン』として創刊し、複数回のリニューアルを経て美少女系アニメ中心の雑誌となっている。
読者参加企画を行っており、『シスター・プリンセス』や『ラブライブ!』を生み出した。

### 休刊・廃刊
出版元から休刊・廃刊の発表がない場合でも、長期間発行されていない場合は記載する。

#### 総合誌（休刊・廃刊）
月刊OUT（みのり書房）
1977年3月に5月号で創刊の月刊誌。本来はサブカルチャーなどを扱う雑誌で、創刊2号で『宇宙戦艦ヤマト』の特集の評価を受けアニメ雑誌に転向した。1994年11月号でリニューアルし誌名も『月刊アウト』とカタカナ表記に改めた。1995年5月号で休刊。
ジ・アニメ（近代映画社）
1979年に『近代映画』の増刊として1冊刊行の後、同年11月に12月号を発売して正式創刊。判型や構成など先行の『アニメージュ』の影響がみられる。東京ムービー作品の情報に強く、テレビアニメ各話の脚本家・演出家名を掲載する嚆矢となった。『熱血ロボ ガンバル5』（ゆうきまさみ画）など、オリジナル企画・シナリオを考えるコーナーもあった。下敷きなどの付録が時々付いた。1986年12月に1987年1月号をもって休刊。
マイアニメ（秋田書店）
1981年3月、4月号で創刊の月刊誌。総合誌の中ではコスプレ関連記事が特徴的。アニメファンの興味分野として、プラモデルやホビーパソコン（マイコン）の情報も扱った。吾妻ひでお、新谷かおるが漫画を連載。情報冊子「TVレーダー」ほか、ポスターなど多くの付録が付いた。
1985年10月20日号から判型を縮小し月2回刊となる。1986年5月号から月刊に戻るが6月に7月号で休刊。
B-CLUB（バンダイ）　
1985年10月に隔月刊で創刊。後に月刊に移行。雑誌コードは取得せずムック形式で発行された。バンダイの発行という事で当初は模型色が強かったが、後にアニメや特撮なども取り扱うようになった。メディアワークスへの事業移管によるバンダイの出版事業撤退後も発行が続けられたが、1998年2月廃刊。後述の『電撃B-magazine』にスタッフが移籍。
Magazine MEGU（青磁ビブロス）
1995年7月創刊の月刊誌。前述『月刊アウト』から移籍したスタッフにより創刊されるも長く持たず、1997年3月に5月号で休刊。
AX（エーエックス）（ソニー・マガジンズ）
1998年3月創刊の月刊誌。DVD付録を付けるテコ入れ策を打ち出すも三強には勝てず、ソニー・マガジンズの漫画関連事業撤退に伴い2001年10月に11月号で廃刊。
電撃B-magazine（メディアワークス）
前述『B-CLUB』の後継誌として1998年4月に創刊された月刊誌。ホビー関連も扱う複合誌だった。1999年に後述の『電撃Animation magazine』へ移行。
電撃Animation magazine（メディアワークス）
前述『電撃B-magazine』からアニメ部門を分割し、1999年4月に新装刊された月刊誌、ホビー部門は『電撃ホビーマガジン』となる。2001年4月に一時休刊するも『電撃アニマガ』として復刊。
電撃アニマガ（メディアワークス）
前述『電撃Animation magazine』の改題復刊。2002年8月に季刊で復刊、後に隔月刊に移行。『月刊電撃コミックガオ!』の増刊扱いだった。2005年11月に休刊。2006年春に新装刊を予定していたが、結局実現しなかった。
実質的な後継誌は『電撃G's magazine』（後述）の不定期増刊として2008年に発刊した『電撃G's Festival! ANIME』。
別冊アニカンR（エムジーツー）
ムック形式の月刊誌。2007年11月に『アニカンR』の別冊として創刊。2008年の6号（006）以降は休刊状態。
ANIME Bros. (東京ニュース通信社)
TV Bros.別冊。ムック形式での発行。2020年にTV Bros.が休刊し、ANIME Bros.も発行されなくなった。

#### 特定分野誌（休刊・廃刊）
ファンロード（ミラージュプレス）
出版社の変遷についての詳細は当該項目参照
読者投稿を中心とした月刊誌。1980年8月創刊。初期の誌名はひらがなの『ふぁんろーど』で、姉妹誌の『Animec』と隔月で交互に発刊された。月刊化に伴い誌名を『ファンロード』とする。3度の一時休刊を経て、2010年6月にグライドメディアに出版元を移し、「投稿道F」と誌名変更して復刊するが再休刊、電子書籍として発行を開始すると告知するも2012年12月に1号出してから以降は休刊状態となっている。
他とは一線を画した誌面が特徴であり、アニメ、漫画、特撮、ゲームの他にも料理も取り上げ、台湾、香港、ヨーロッパを中心に海外取材も多い。常連投稿者からプロを多数輩出している（参照）。
アニメV（学習研究社）
OVA（学研内での呼称はOAV）専門誌。1985年6月に隔月刊で創刊。1986年9月号より月刊化。1998年10月号よりリニューアルし、後述の総合誌『Looker』となる。
月刊Globian（グロービアン）（ヒロメディア）
OVA専門の月刊誌。1986年5月に6月号で創刊、同年12月に1月号で休刊。通巻8号。発行元のヒロメディアはOVAの制作をしており、同社関連作品を中心に扱かった。声優の対談記事や業界人コラムも掲載した。編集は有限会社ライトアップ。編集スタッフは大橋博之など。
V VERSION（ブイ・バージョン）（みのり書房）
OVA専門の月刊誌。1990年6月号で創刊、同年12月号で休刊。通巻7号。
Looker（ルッカー）（学習研究社）
前述の『アニメV』を前身に、1998年10月号で新装刊された月刊誌。同社刊の『アニメディア』の読者層より上の年齢層をターゲットにしたが、1999年3月、5月号で休刊。
G-type（コアマガジン）
アダルトアニメ専門誌。同ジャンルとしては唯一の定期刊行誌だった。1999年8月のvol.1から2002年2月のvol.6までは不定期刊、2002年8月号から隔月創刊、2011年4月号で休刊。
東京ロボット新聞（勁文社）
ロボットアニメ専門の季刊誌。1999年8月にケイブンシャの大百科別冊として創刊。ゲームやフィギュアの情報もカバーし、「変形特集」「ドリル特集」などを組んだ。2001年1月のvol.00-06以降は休刊状態となる。
Newtype.com（ニュータイプドットコム）（角川書店）
インターネット時代のアニメをテーマにした隔月刊誌。2000年に『ニュータイプ』増刊として9月号で創刊。アニメ関連サイトの紹介やCD-ROMの付録が付いた。2002年3月発売の5月号で休刊。
メガミマガジンクリエイターズ（学習研究社）
美少女イラスト専門の不定期刊誌。2004年3月に『メガミマガジン』増刊として創刊。2012年の8月号以降は休刊状態。
アニコレドラゴン（富士見書房）
『月刊ドラゴンエイジ』の増刊として2004年10月に創刊された不定期刊誌。自社および系列社が関わったタイトルを中心に扱い、オリジナルグッズの誌上通販を前面に押し出した、いわば通販雑誌。DVDとキャラクターの等身大ポスターが付録に付く。2006年1月発売の4号を最後に休刊。
コンプH's（角川書店）
アニメ美少女キャラクター専門誌。2006年3月に『コンプティーク』増刊として創刊。不定期刊から隔月刊となり、2008年のvol.9以降は休刊状態。前述の『娘TYPE』が実質的な後継誌となる。
Charaberry's（キャラベリーズ）（エンターブレイン）
男性キャラクター専門の不定期刊誌。2007年4月に『B's-LOG』増刊として創刊。キャッチコピーは「より深く!より熱く!より美しく!女の子のためのキャラクター誌」。2008年のVol.6以降は休刊状態。
アニソンマガジン（洋泉社）
アニメソング専門誌。前述の『オトナアニメ』のアニメソング特集から派生した。2007年6月に季刊誌として創刊したが、その後年刊誌に移行。
ティアラ!（コアマガジン）
女児向けのアニメムック誌。2007年8月にコアムックシリーズで創刊。キャッチコピーは「がんばる女の子＆プリンセスあこがれキャラクターマガジン」。
アニカンRスイーツ（エムジーツー）
男性キャラクター専門の不定期刊誌。『別冊アニカンR』増刊として2008年7月に創刊し、2号より新装刊。
萌えめーじゅ（徳間書店）
アニメ美少女キャラクター専門の不定期刊誌。2008年10月に『アニメージュ』の増刊として創刊。キャッチコピーは「萌えを極めるための萌えマガジン」。
Newtype Romance（ニュータイプ・ロマンス）（角川書店）
男性キャラクター専門の月刊誌であった。2006年7月に『ニュータイプ』増刊として創刊された。2010 SPRINGを最後に休刊したが、2016年より不定期刊で復活していた。
娘TYPE（にゃんタイプ）（角川書店）
アニメ美少女キャラクター専門の不定期刊誌。2009年4月に『ニュータイプ』の増刊として創刊。後述の『コンプH's』と同系統の雑誌となる。2018年1月号を最後に休刊。
オトメディア (学研プラス)
男性キャラクターが中心の雑誌。奇数月の10日に発売。年間誌のムックとして『オトメビジュアル』も発刊されていた。2019年8月号を最後に休刊。
Febri（一迅社）
隔月刊誌。2007年6月に『月刊ComicREX』増刊の季刊誌『キャラ☆メル』として創刊。2009年12月25日発売のvol.11をもって一時的に休刊し、2010年7月に復刊すると共に『キャラ☆メル Febri』に改題して隔月刊化、2013年1月発行の14号より現在の誌名に再改題している。復刊後は批評誌的要素を持つようになる。
当初は美少女キャラクター中心で、2016年に『ガールズFebri』が登場して以降は本誌でも「ユーリ!!! on ICE」や「あんさんぶるスターズ!」などの女性向け作品を取り上げていた。2020年休刊。休刊後はWeb媒体に移行しつつ、雑誌媒体では上述の『Purizm』が後継誌となっていた。2022年10月には判型をこれまでのA5判からA4変形に改め、号数表記を廃した『Febri AUTUMN 2022』が発行されている。
Purizm（一迅社）
隔月刊誌。月刊ComicREX増刊。2020年12月に創刊。『Febri』より幾つかの連載を引き継いでいた。2022年10月休刊。

#### 批評・研究誌（休刊・廃刊）
月刊OUT増刊ランデヴー（みのり書房）
1977年12月、当時の月刊OUTの読者から要望の多かったアニメ、SF、コミックの記事を中心として登場。月刊OUT誌の増刊号として、ほぼ隔月のペースで発行されたが、翌年6号をもって一時休刊になる。1979年に『FANCY』と名を変更したが、即、廃刊になった。
FILM 1/24（アニドウ）
プロアニメーター有志の同好会「アニドウ」発行の同人誌。1971年9月に創刊し不定期刊行。商業アニメ雑誌とは一線を画した、芸術としてのアニメーションを論評する雑誌だった。1984年7月発行の第32号を最後に休刊中。
季刊ファントーシュ（FANTOCHE）（ファントーシュ編集室→バルク）
日本で最初の活字アニメ雑誌。創刊号は昭和50年（1975年）10月31日初版発行、定価300円。創刊号の誌名は『FANTOCHE』。誌名の上に「◎日本最初のアニメーション専門誌◎」と記されている。自費出版誌で、内紛や赤字問題などで運営が定まらなかった。創刊号の発行責任者はアニドウ代表の 並木孝。『ファントーシュ』とは20世紀初頭にフランスのエミール・コールが制作した短編アニメーションのシリーズ名。1977年8月に7号で休刊。同年の『マンガ少年臨時増刊TVアニメの世界』の雑誌内雑誌として復刊準備号の8号を経て、1978年に『FANTOCHE』の誌名で復刊するも1980年に4号をもって再び休刊。
月刊アニメーション（すばる書房→ブロンズ社）
1978年11月に『月刊絵本』の別冊として『アニメーション』の名で隔月刊で創刊。すばる書房の倒産により1979年7月の5号で休刊するも、出版社を移して「月刊」を冠し、同年12月の創刊準備号を経て1980年2月復刊。しかし硬派な誌面は当時の読者に受け入れられず、長くは持たなかった。
Animec（アニメック）（ラポート）
1978年12月に『MANIFIC（マニフィック）』として創刊し、当初は月刊で1号、2号、3・4合併号の3冊を発行。1979年4月の5号より『Animec』と改題、同年8月の6号より隔月刊化し、1983年10月に月刊に戻った。
作品論評に特化し「硬派のアニメック」といわれた。日本サンライズ作品の情報に強く、設定資料の掲載に力を入れた。ガンダムの形式番号「RX-78」など、アニメックで考えた設定がのちに公式化したものもある。アマチュア制作集団のDAICON FILMにいち早く注目した雑誌である。1987年2月休刊。
動画王（キネマ旬報社）
論評系の不定期刊誌。1997年1月にキネマ旬報別冊として創刊。vol.5よりキネ旬ムックとなる。アニメと実写特撮を中心に「メカデザイン」「キャラクターデザイン」「魔女っ子」などのテーマを特集した。2001年2月のvol.12を最後に休刊。
G20（ジー・ツー・オー）（アスキー）
1998年10月創刊の隔月刊誌。副題は「ガンダム・トリビュートマガジン」。ガンダム誕生20周年関連の出版物で、多角的な切り口が特徴。期間限定出版の形で、2000年2月のVolume.9で終刊となった。
2005年にはエンターブレインから復刻版2巻（SIDE-A、SIDE-B）が出版された。
季刊アニメ批評（マイクロマガジン社）
1999年2月に『ゲーム批評』増刊として創刊準備号を発売。同年に1号を創刊するが、10月発売の2号を最後に休刊。公平中立な姿勢から、アニメ業界やオタク市場の現状を考察した。
日経characters!（日経BP社）
2003年に『日経エンタテインメント!』の増刊として3冊発行の後、2004年3月に隔月刊誌として5月号から正式創刊。「大人のためのアニメ・ゲーム・特撮マガジン」と銘打って創刊され、アニメ・ゲームなどをビジネスコンテンツ面からとらえた記事が特徴。毎号何かしらの『ガンダム』関連記事がある。
2006年から季刊誌へと変わったが、同年6月発売の2006年夏号で休刊。通巻13号。
Anime Studio（アニメスタジオ）（宙出版）
2004年10月創刊。同年12月のvol.2にて休刊。キャッチコピーは「アニメを読み、アニメと遊ぶカルチャーマガジン」。
アニメーションRE（ - アールイー）（インデックス・コミュニケーションズ）
2005年7月創刊。DVD付録を前面に打ち出している。終了後2〜3年の話題作を主に扱うとし、制作スタッフへのインタビューなどで構成。ムック形式での発行。隔月刊の予定だったが2006年3月発行のvol.3にて休刊。
アニメーションノート（誠文堂新光社）
アニメ作画専門の季刊誌（1、4、7、10月発売）。2006年1月創刊。「背景」「色彩」など各号テーマを決め、クリエイターやスタジオのアートワークを紹介する。
オトナアニメ（洋泉社）
ムック形式の季刊誌（1、4、7、10月の10日発売、Vol.8は5月29日発売）。2006年7月創刊。監督、脚本家、声優らへのロングインタビュー、対談など、じっくり読ませる記事が売り。三大誌が取り上げない作品を取り上げており、『涼宮ハルヒの憂鬱』をいち早く特集した。後述のCONTINUEと判型が同一で内容も似通っていたため、倉田英之が「CONTINUEとまぎらわしいんだよ」と発言した。2015年を最後に休刊状態となる。
アニメージュオリジナル（徳間書店）
ムック形式の不定期刊誌。2008年6月にロマンアルバムで創刊。コンセプトは年長の愛読者を対象とした「大人のためのアニメージュ」。絵コンテや動画を多数掲載し、演出手法を読み解いている。
アニメスタイル（美術出版社→スタイル社）
2000年4月に『美術手帖』増刊として創刊。表紙イラスト担当は今石洋之。作画や演出をテーマにクリエイターへのインタビューを掲載した。同年8月の第2号を最後に休刊。
2000年12月からはインターネットサイト「WEBアニメスタイル」に移行し、ウェブマガジンとして週5日ペースで記事更新している。
2011年5月から『月刊アニメスタイル』として復刊。販路をAmazon.co.jpやアニメショップなどに絞った形で販売していた。その後不定期刊に移行したものの、2020年以降は発行されていない。

## アニメ雑誌に近いスタンスの他分野誌

### 刊行中 (定期刊)

#### 漫画雑誌 (定期刊)
ガンダムエース（角川書店）
「ガンダムシリーズ」専門誌。2001年6月創刊、2003年4月より月刊化。安彦良和による『機動戦士ガンダム』のコミカライズが看板作品で、他に『ガンダムSEED』シリーズの外伝漫画など。

#### ゲーム雑誌 (定期刊)
コンプティーク（角川書店）
1983年11月創刊。2003年9月のリニューアルからゲーム紹介記事中心の構成に代わってアニメとの連動を本格化する。また、当初1〜2本だった漫画連載枠（主にギャルゲー原作）を7〜8本に増やし、メディアミックスの一環で美少女アニメとの接点が増してきている。
美少女アニメと美少女ゲームの記事を併載する点で『Megamiマガジン』とは競合関係にあるが、『Megami』はアニメの記事が中心なのでアニメ雑誌、「コンプ」は今でもゲーム寄りなのでゲーム雑誌と区別されている。
電撃G's magazine（アスキー・メディアワークス）
1992年12月に「電撃PCエンジン」として創刊。『シスター・プリンセス』や『HAPPY★LESSON』、『双恋』などの読者参加企画を連載し、これらはアニメ化・ゲーム化された。しかし、主力連載の『シスター・プリンセス』終了後に部数が低迷し、2005年11月号のリニューアル以降は旧『電撃アニマガ』がカバーしていたゲームとは直接関係のない萌えアニメの情報掲載を始めている。
2008年には増刊『電撃G's Festival! ANIME』を発刊している。

#### キャラクター雑誌 / カルチャー雑誌 (定期刊)
spoon.2Di (プレビジョン、発売：角川グループパブリッシング→KADOKAWA)
ゲーム、アニメ、舞台などの男性キャラクターが中心の月刊誌。ムック形式での発行。カルチャー誌「spoon.」の派生誌。
LoveLive!Days ラブライブ！総合マガジン (KADOKAWA)
ラブライブ!シリーズの総合雑誌。

#### フリーペーパー (定期刊)
アニカン→デジタルアニカン（エムジーツー）
フリーペーパー形式の月刊紙であったが、2019年より電子出版に移行した。2004年10月創刊。2006年より有料版の『アニカンR』も発行していた。

#### 声優雑誌 (定期刊)
アニメなどに声をあてる声優のグラビア・情報を主体とした雑誌。アニメについては声優の仕事に関連して記事内の文章中で触れられるだけで、アニメの絵は、作品紹介でのキービジュアルや、声を演じるキャラの顔イラストなど、補足的に載る程度である。
声優グランプリ（主婦の友社）
1994年創刊。創刊当初は季刊として発行、後に隔月刊となり、その後姉妹誌であるアニラジ情報誌『アニラジグランプリ』と統合、月刊化。
ボイスアニメージュ（徳間書店）
1994年創刊。『アニメージュ』の増刊雑誌。創刊当初は季刊として発行、後に隔月刊となった。2002年に同誌編集長を務めていた古林英明が角川書店へ移籍したことにより、同年2月の42号で休刊。
2009年2月から、2代目の『ボイスアニメージュ』として季刊誌で復刊した。男性声優が中心の声優雑誌となっている。
声優アニメディア（編集・発行：イード、発売：学研プラス）
『アニメディア』の増刊雑誌となっている。もともとは季刊だったが、隔月刊を経て、2007年2月から月刊誌に昇格する。2020年3月号より本誌と同じくイードが編集・発行。
声優PARADISE→声優パラダイスR（秋田書店）
2010年創刊。元々はムックとしてグライドメディアから発行されており、その後メディアボーイに移行。2014年8月号から秋田書店に再移行・名前を変更した上でチャンピオンREDの増刊として、雑誌形態で発行されていたが、2015年2月の第4号を最後に再びムックに戻った。
ボイスニュータイプ（角川書店）
ボイスアニメージュの編集長を務めていた古林英明が角川書店へ移籍し、ボイスアニメージュを受け継ぐような形で2002年6月に創刊。『月刊ニュータイプ』の増刊雑誌。基本的に隔月の発行を行っていたが、その後季刊となった。
VOICE Channel（ボイスチャンネル）（コスミック出版）
2017年10月にコスミックムックとして刊行、創刊表紙は田村ゆかり。

#### アニメソング雑誌 (定期刊)
リスアニ!（エムオン・エンタテインメント）
アニメソング専門誌。2010年4月に創刊、季刊で発行。男性キャラクター専門に取り扱う「女性が楽しむアニメ音楽誌」として『LisOeuf♪』（読みは「リスウフ」。ルビ上は最後の「♪」を含める）という雑誌を2016年5月に分離創刊。なお『LisOeuf♪』創刊に伴い、本誌の方は主として男性読者を対象に路線変更をした。

### 不定期刊

#### 声優雑誌 (不定期刊)
VOICE OVER（ヴォイスオーバー）（辰巳出版）
「ちょっと大人の声優ライフスタイルMagazine」として2016年6月に刊行。2019年より女性声優を扱ったVOICE OVER girl'sも刊行されている。
VOICE BRODY (白夜書房)
BRODYの派生誌。ムック形式での発行。
Voice Actress (学研プラス)
声優アニメディアの派生誌。ムック形式での発行。
B.L.T. VOICE GIRLS (東京ニュース通信社)
B.L.T.の派生誌。ムック形式での発行。

#### アニメソング雑誌（不定期刊）
Ani-PASS (シンコー・ミュージック・エンタテイメント)
アニメソング専門誌。B-PASSの別冊。ムック形式での発行。

### 休刊・廃刊

#### サブカルチャー雑誌（休刊・廃刊）
VZONE（ブイゾーン）（少年出版社）
アニメ、特撮、ホビーを従来の編集とは違う面からアプローチする、1985年11月に創刊されたサブカルチャー誌。創刊号は『くりいむレモン』のヒットもあり、アダルトアニメ中心の誌面構成だが、田村英樹、高田明美、出渕裕などが寄稿している。しかし2号目からはホラー映画の専門誌となり、10号で休刊。
メカビ（講談社）
アニメーション、漫画、ゲーム、小説、その他キャラクターなどオタク文化に関する人物や出来事を主に取り上げるサブカルチャー誌。誌名は『メカと美少女』から。2006年に単発で1号、2号を発行、2007年季刊で定期刊行となり07年秋号、08年冬号と発行されるが、2008年6月3日付で休刊が発表された。
現代視覚文化研究（三才ブックス）
上記『メカビ』と同様のスタンスで2006年より発売。2008年発売の2号からはムック本の三才ムックレーベルで年刊ペースで刊行。誌名は『げんしけん』の舞台である現代視覚文化研究会から。
オタナビ（コアマガジン）
2009年3月にコアムックシリーズで創刊。キャッチコピーは「東洋一のオタク系エンタメ総合誌」。1号で休刊。
Break Time(ブレークタイム)（BTカンパニーズ）
アニメ製作スタッフによるアニメータ志望者やアニメ好きに送るアニメ界を制作者側から紹介することを目指した。

#### 漫画雑誌（休刊・廃刊）
アニパロコミックス（みのり書房）
アニメのパロディ（アニパロ）専門の隔月刊誌。1982年に『月刊OUT』増刊として創刊し、1987年に独立。アンソロジーコミックの先駆け的な存在だった。1993年に休刊。
マクロスエース（角川書店）
マクロスシリーズ専門誌。2009年1月に『ガンダムエース』増刊として創刊し、年3回刊行。『ガンダムエース』と同コンセプトの漫画誌で、美樹本晴彦による『超時空要塞マクロス』のコミカライズ作品が目玉。

#### ゲーム雑誌（休刊・廃刊）
CONTINUE（太田出版）
2001年1月に季刊誌として創刊。2003年2月発売のVol.8から隔月刊。2010年のvol.50をもって休刊。vol.27の『交響詩篇エウレカセブン』特集以降、アニメに関する特集記事を多く載せるようになった。

#### フリーペーパー（休刊・廃刊）
まんたんブロード（毎日新聞社）
フリーペーパー形式の月刊紙。2003年6月創刊。2010年休刊してWebに移行。

#### 声優雑誌（休刊・廃刊）
のわぁんちゃってSAY YOU!（白夜書房）
1995年8月にあかほりさとると水谷優子のラジオ番組『あかほりさとる のわぁんちゃってSAY YOU!』とのタイアップで創刊された雑誌。白夜書房の子会社、まんがの森が同ラジオのスポンサーであった。同年11月、2号で休刊。
ハートフル・ボイス（メディアックス）
1995年12月創刊。創刊号の表紙はかないみかで特集は氷上恭子。1996年8月のVol.5で休刊。
hm3 SPECIAL（エッチエムスリー・スペシャル）（音楽専科社）

1997年7月創刊。当初は季刊として「hm3」と称していたが、後に月刊化されて現在の誌名に。発行元が音楽系出版社のため、音楽関連の記事に強い。
基本的にはCDをリリースした声優が対象で、名目上は音楽雑誌である。また、創刊当初は岡田斗司夫、山本弘等によるおたく座談会が連載され、これは後に書籍化された。また、同誌の増刊として『hm3 SPECIAL』『hm3 EXTRA』『hm3 HYPER』『hm3 デラックス（過去に掲載された記事の総集編的雑誌）』などもある。
hm3増刊として製作されていた『Pick-up Voice』月刊化に合わせ、統合される形で2008年5月のVol.53をもって発行を停止した。
Pick-up Voice（音楽専科社→EMTG）
2007年、hm^（3）増刊として創刊。2008年、hm3 SPECIALを統合し、月刊化。2019年10月号で休刊。

#### アニメソング雑誌（休刊・廃刊）
アニソンマガジン (洋泉社)

## アニメ情報番組への関与

### アニラジ
空前のアニメブームに便乗したのは、出版業界だけではなかった。アニメ雑誌の創刊ブームに少し遅れて、ラジオ界ではアニメ情報を専門に扱う番組、今の言葉でいうアニラジが出現した。そしてこちらも、瞬く間に多数の番組が乱立することになった。
これら初期のアニラジの多くは、アニメ雑誌からの働きかけで番組が開始になっている。
当時主流の番組内容は各種作品を横断的に扱う総合番組だったこともあり、もとよりラジオ局にアニメ情報を取材する力があるはずもない中で番組への情報供給についてはアニメ雑誌の協力を仰ぐ必要があった。しかし協力関係はそれにとどまらず、アニメ雑誌は番組の冠スポンサーに入り、番組を自誌の宣伝のために利用した。当時はブームの中でアニメ雑誌も飛ぶ鳥を落とす勢いで売れまくっていたため、ラジオへのメディア展開に手を広げる余裕があったうえ、激しい販売競争に打ち勝つためにも派手に宣伝をする必要があったためである。
アニラジの歴史は本項の範疇外であるから詳述は避けるが、いくつか例を挙げればこうした番組には『週刊ラジオアニメック』『ラジオアニメディア』『ペアペア・アニメージュ』『VAPOUT』などがあった。
これらの多くは1980年代半ばのアニメブーム終息とともに番組終了となり、母体となったアニメ雑誌自体にも廃刊が相次いで、冬の時代を迎えることになる。そして1990年代以降の次なるアニメブーム・アニラジブームの際には、アニメのビデオ化ソフトやアニメ関連CDなどを発売するソフト会社が新たな主要スポンサーとして台頭してきて、現在に至っている。
出版社がスポンサーについたアニラジはもちろん今でも数多いが、近年のアニラジは版元ごとやタイトルごと、出演者ごとに聴取ターゲットを絞り込んだ番組が主流であり、また出版社側も自社が関与したタイトルを漫画・ライトノベル・ゲームなどとともにメディアミックス展開の中で売り込んでゆくビジネスモデルに転じたため、横断的情報を強みとするアニメ雑誌の出る幕はなくなっている。

### テレビ番組
近年の作品横断的総合アニメ情報番組の主流は、CS放送などに数本あるテレビ番組である。
この種のテレビ番組の草分けの一つに『Animage TV』（テレビ神奈川、1999年4月から2000年9月）があるが、この番組はタイトルからもわかるように「Animage」誌（誌名は当時）が関わっていた。
番組内で扱うアニメ情報は同誌の情報提供に依り、同誌編集長が月1回くらいの頻度で番組に出演して最近のアニメの傾向を語るなど、前述した黎明期のアニラジと似たような番組の作り方がなされていた。
同番組は、開始1年半でAnimageの冠を外して『Anime TV』にリニューアルされた。
徳間書店はリニューアル後も引き続き2005年11月まで同番組のスポンサーに入っていた。情報化社会の進展で、アニメ雑誌に全面的に頼らなくとも取材や情報収集ができるようになってきたことと、番組制作スタッフに制作力がついてきたことがこの背景にある。

## 日本以外の国のアニメ雑誌
日本国外においても日本製アニメーション作品（Anime）を専門に扱う雑誌が発行されている。北米では1980年代から輸出版ビデオやファンサブの影響でAnime愛好者が増加し、1987年にはカナダで北米初のアニメ・漫画専門誌『Protoculture Addicts』が創刊された。その他、メジャー誌の『Animerica』（1993年 - 2005年）、『Anime Insider』（2001年 - 2009年）などの専門誌があった。『Animerica』は有料出版休止後、イベントなどで配布されるフリーマガジンとなっている。
北米以外では、イギリスの『Anime UK』（1991年 - 1996年）、フランスの『Anime Land』（1991年 - ）、香港の『A-CLUB』（1986年 - 2001年）『Ani-wave 動漫狂熱』（2002年 - ）、台湾の『神奇地帯』（1990年 - 1993年）『Frontier』（2001年 - ）などのアニメマガジンがある。『Frontier』は台湾動漫画推進協会とともに「台湾版コミケ」といえる同人イベント「Fancy Frontier」を年2回開催している。
角川書店は海外の出版社と提携し、海外版『ニュータイプ』として1999年から韓国版の『Newtype Korea』、2002年から北米版の『Newtype USA』を発売した。『Newtype USA』は2008年に休刊となったが、『Newtype Korea』は2009年に創刊10周年を迎えている。